# Melia azedarach

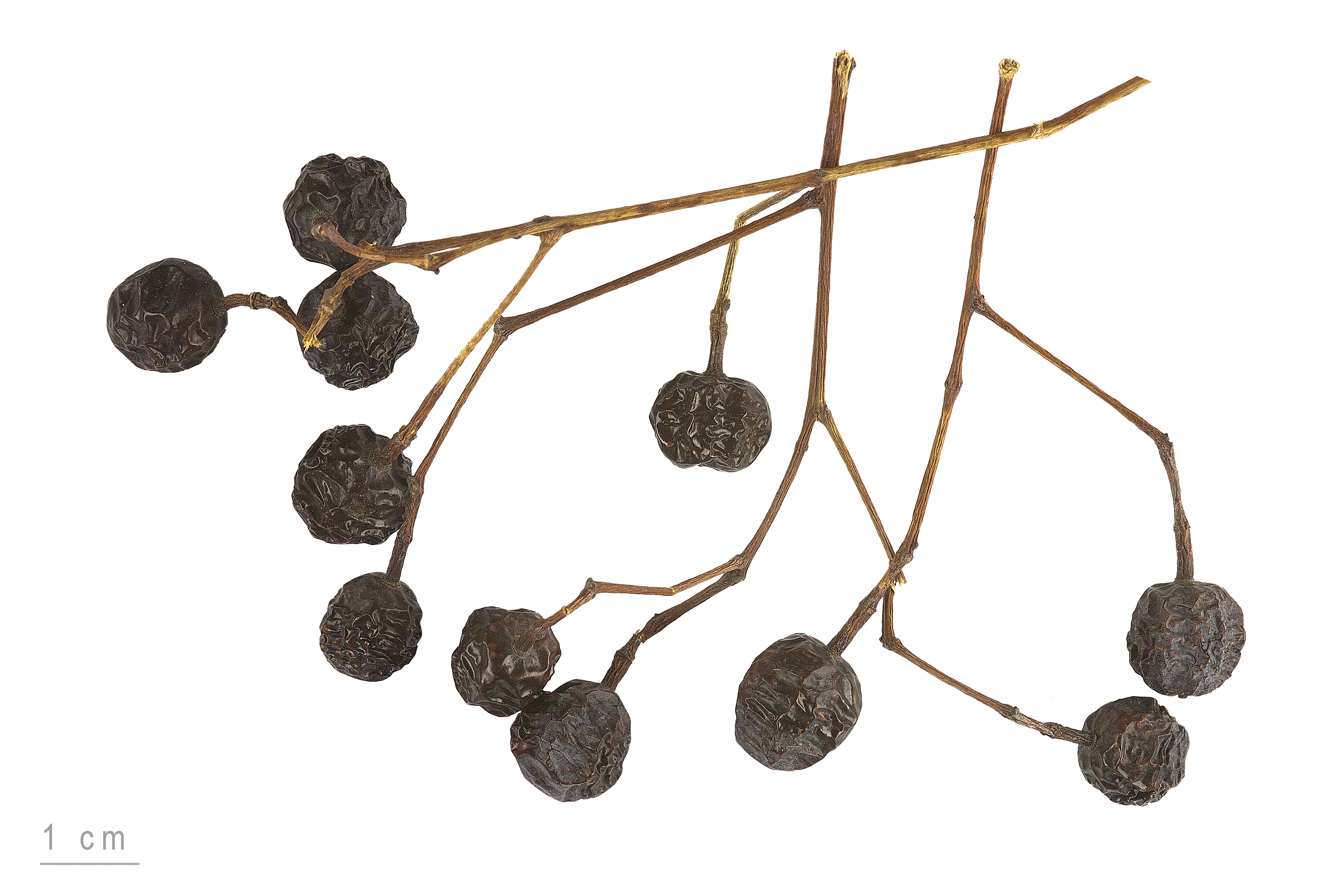
Frutos da Amargosa (Melia azedarach) - MHNT

 Melia azedarach, comummente conhecida como amargoseira, é uma árvore da família das Meliáceas e pertencente ao tipo fisionómico dos microfanerófitos.

## Nomes comuns
Além do nome comum «amargoseira», esta espécie também pode ser conhecida como: amargoseira-do-himalaio, conteira (não confundir com as espécies Hedychium gardnerianum e Canna indica, que consigo partilham este nome comum), lilás-das-índias, nimbo, mélia, azedaraque (também grafado azedaraco e azederaco) e cinamomo.

### Etimologia
Quanto ao nome científico desta espécie:
- O nome genérico, «mélia» proveio do grego antigo μελία (melía)[10], que significa «freixo».[5]

- O epíteto específico, azederach, provém do persa آزاد درخت (âzâd deraxt), que significa «árvore nobre».[11]

Do que toca aos nomes comuns:
- O substantivo «nimbo» entrou na língua portuguesa por via do concâni, língua nativa falada em partes na antiga Índia Portuguesa.[4]
- O substantivo «azedaraque» e as suas variantes gráficas, resultam do aportuguesamento do epíteto específico azederach.[6][7][8]

## Distribuição
A amargoseira é nativa do Oriente, marcando presença em inúmeros da Ásia até à Austrália (incluindo a China, o Japão, a Índia, o Sri Lanka e a Indonésia). Encontra-se naturalizada no Sul do continente europeu e no Norte de África, podendo ocorrer subespontaneamente, ainda, nos territórios tropicais do continente americano.

## Descrição
A amargoseira pode alcançar até 20 metros de altura. Caracteriza-se pelas suas folhas caducas, de grandes dimensões e feitio serrado.  As folhas da amargoseira são compostas e subdividem-se em pequenos conjuntos emparelhados com um número ímpar de folíolos.
Esta espécie floresce entre Abril e Junho, sendo que as suas flores, aromáticas e de coloração arroxeada, se dispõem em panículas.
Os frutos da amargoseira são drupáceos de pequenas dimensões, que assumem uma coloração amarelada, quando maduros.

## Usos
A madeira da amargoseira de cor esbranquiçada, rósea ou avermelhada, com veios castanhos, é muito apreciada comercialmente.
A amargoseira também costuma ser cultivada, amiúde, como árvore ornamental. 
As folhas e a casca da amargoseira são usadas para fins medicinais, sendo-lhes reputadas propriedades vermífugas, purgativas e eméticas. Também são usadas na preparação de inseticidas..
Embora os seus frutos sejam muito apreciados pelas aves, os mesmos são tóxicos para o ser humano e para os suínos.